# Kinnekullebanan
Kinnekullebanan är en oelektrifierad enkelspårig järnväg som går mellan Håkantorp och Gårdsjö över Lidköping och Mariestad. Den ansluter till Älvsborgsbanan i Håkantorp och till Västra stambanan i Gårdsjö.
Kinnekullebanan trafikeras av Västtrafik med Kinnekulletåget och är en av Västra Götalands regionaltågslinjer. Norr om Mariestad finns också godstrafik.

## Historik
Kinnekullebanan består av vad som från början var fyra smalspåriga järnvägar. Den första delen av banan, Lidköping-Håkantorps Järnväg (HLJ) öppnades 1877. Nästa del var Mariestad-Forshem-(Gössäter) byggd av Mariestad-Kinnekulle Järnväg (MKJ), öppnad 1889 följt av Kinnekulle-Lidköpings Järnväg (KiLJ) mellan Lidköping och Forshem som öppnade 1898. Den sista delen mellan Mariestad och Gårdsjö var färdig år 1910. Den byggdes av Västergötland-Göteborgs Järnvägar (VGJ) som då ägde MKJ. All delarna var smalspårig med 891 mm spårvidd. 
Västergötland-Göteborgs Järnvägar hade fler linjer i området med samma spårvidd. Alla kvarvarande smalspåriga linjerna i Skaraborgs län köptes av Svenska staten 1948 och ingick därefter i Statens Järnvägar (SJ). Med början i väster byggdes de fyra bandelarna om till normalspår av SJ: Håkantorp-Lidköping 1953, Lidköping-Forshem 1954, Gårdsjö-Mariestad 1961 och Mariestad-Forshem 1962. Övriga smalspårslinjer i Västergötland lades ned efter hand.

## Banstandard
Kinnekullebanan har ganska låg standard. Den är inte elektrifierad. Banan saknar både ATC och ett fjärrstyrt trafikstyrningssystem. Trafikstyrningen sker med hjälp av tåganmälan, vilken är en manuell hantering. Banan har i allmänhet träslipers och finare grus i banvallen, inte makadam. Det gör att banvallen tar åt sig regnvatten och blir känslig för tjäle. Största tillåtna hastighet är mestadels 90 eller 100 km/h. 
Västtrafik, Trafikverket och flera kommuner har tidigare diskuterat att anlägga ett triangelspår i Håkantorp, så att tåg skulle kunna gå Mariestad–Lidköping–Vänersborg–Trollhättan–Göteborg. Det skulle ge fler resemöjligheter och underlag för fler tåg på Kinnekullebanan. Detta har dock stoppats av Vara kommun, där Håkantorp ligger, eftersom de fruktar färre tåg genom tätorten Vara.

## Trafik
Persontrafiken består sedan 1990-talet av Kinnekulletåget som är ett av Västra Götalands regionaltåg upphandlat av Västtrafik. Norr om Mariestad finns godstrafik som körs av Green Cargo.

## Bildgalleri

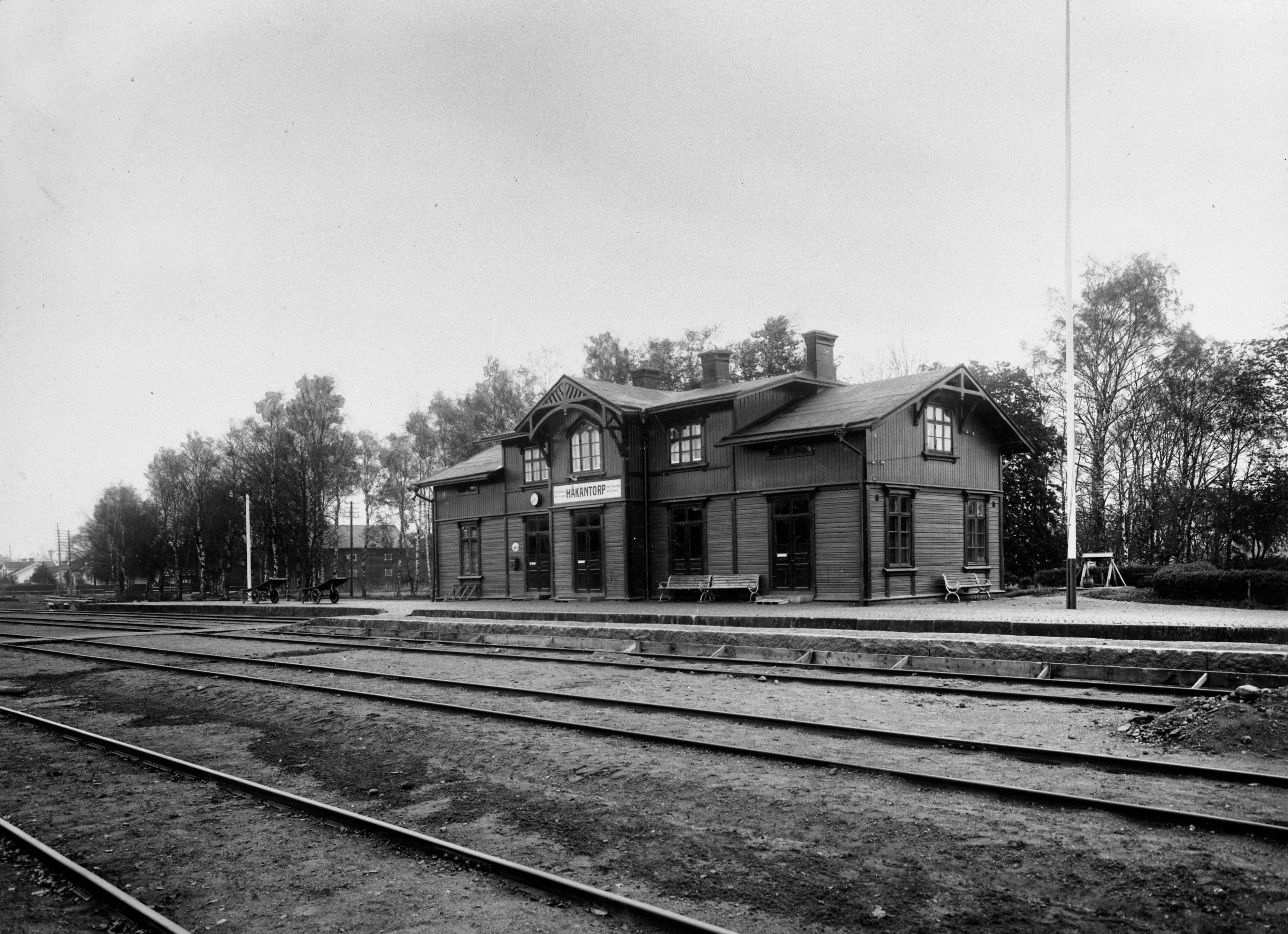
Håkantorp station, 1930
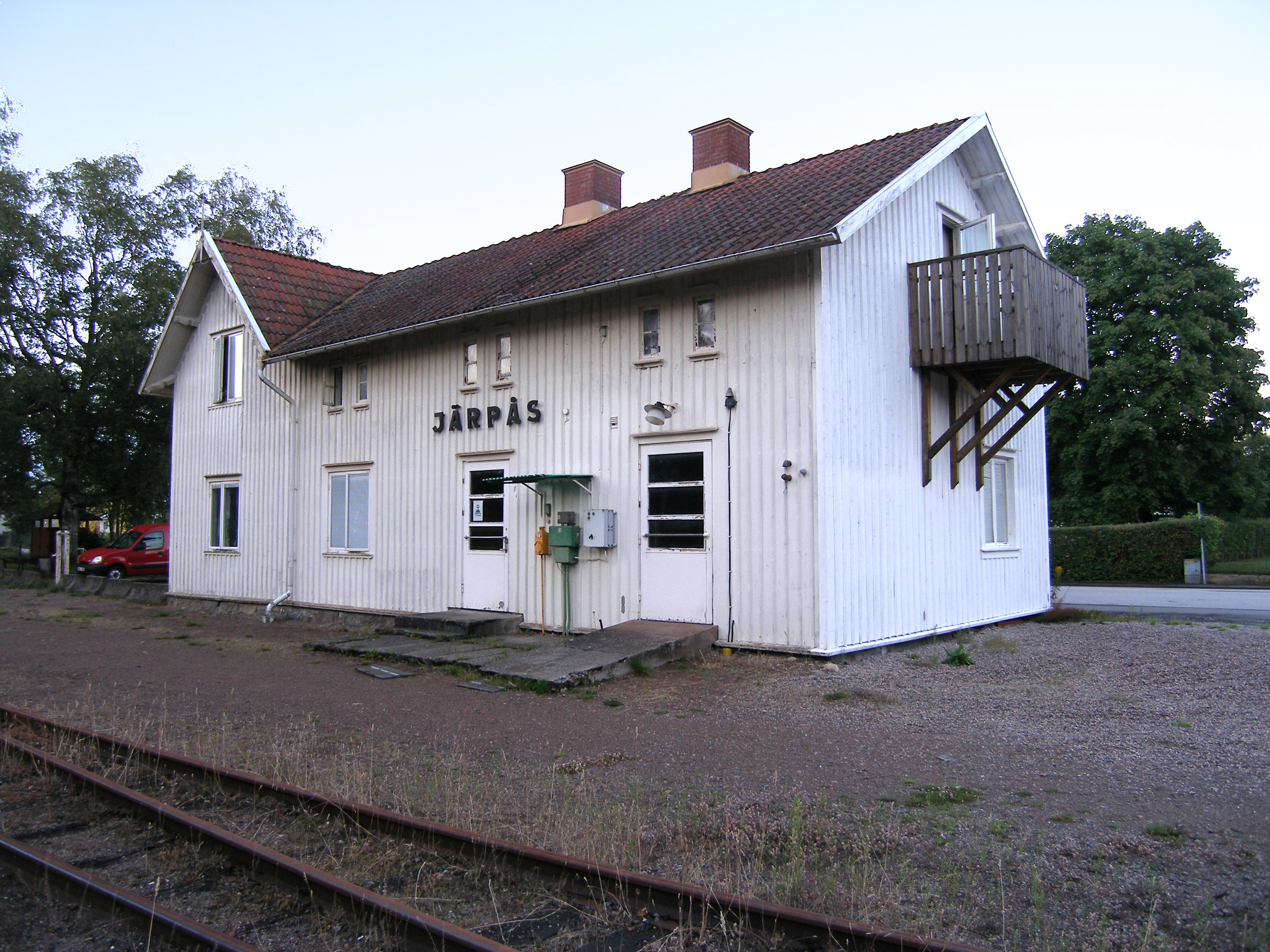
Järpås station
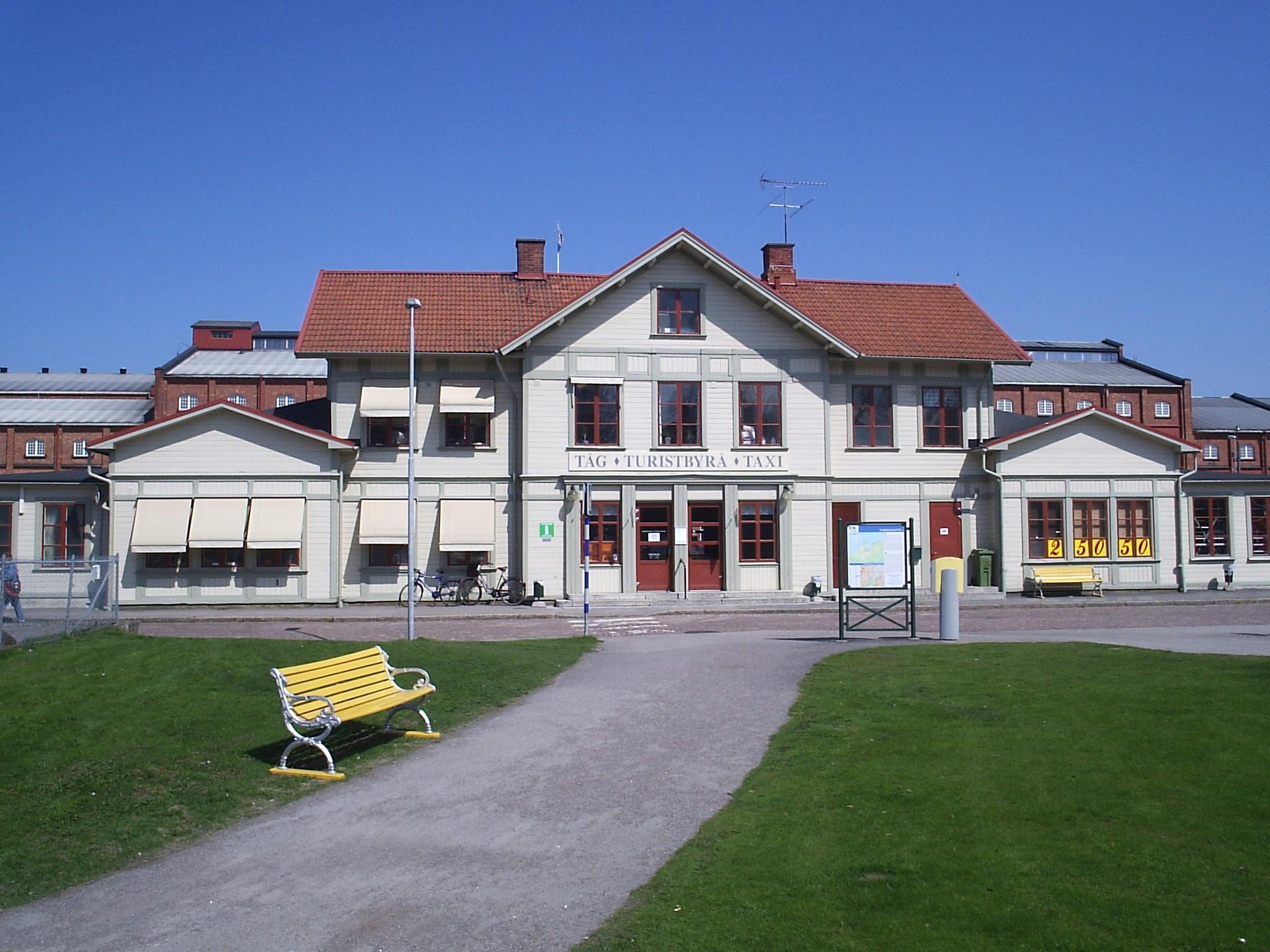
Lidköpings station
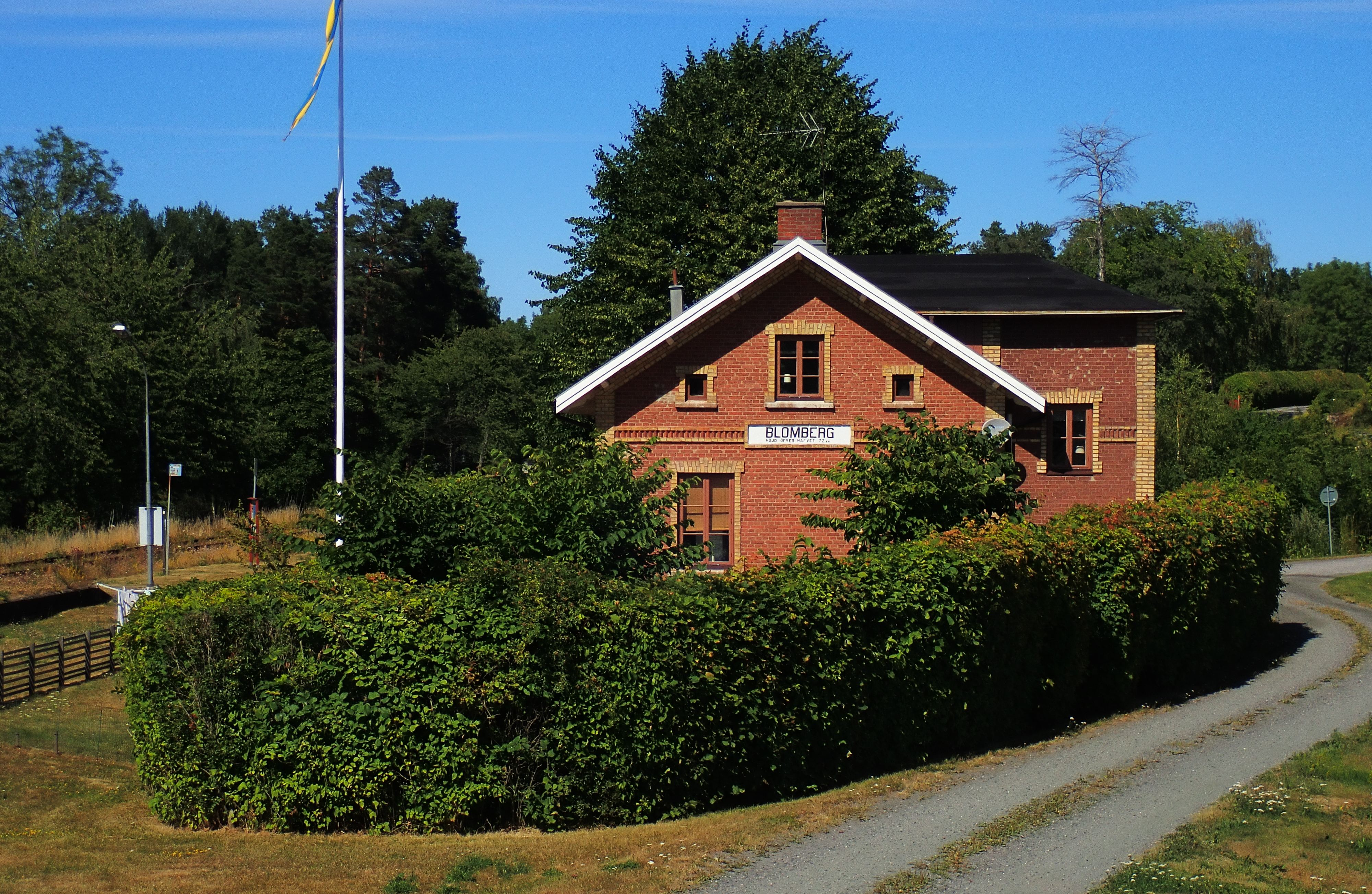
Blombergs station
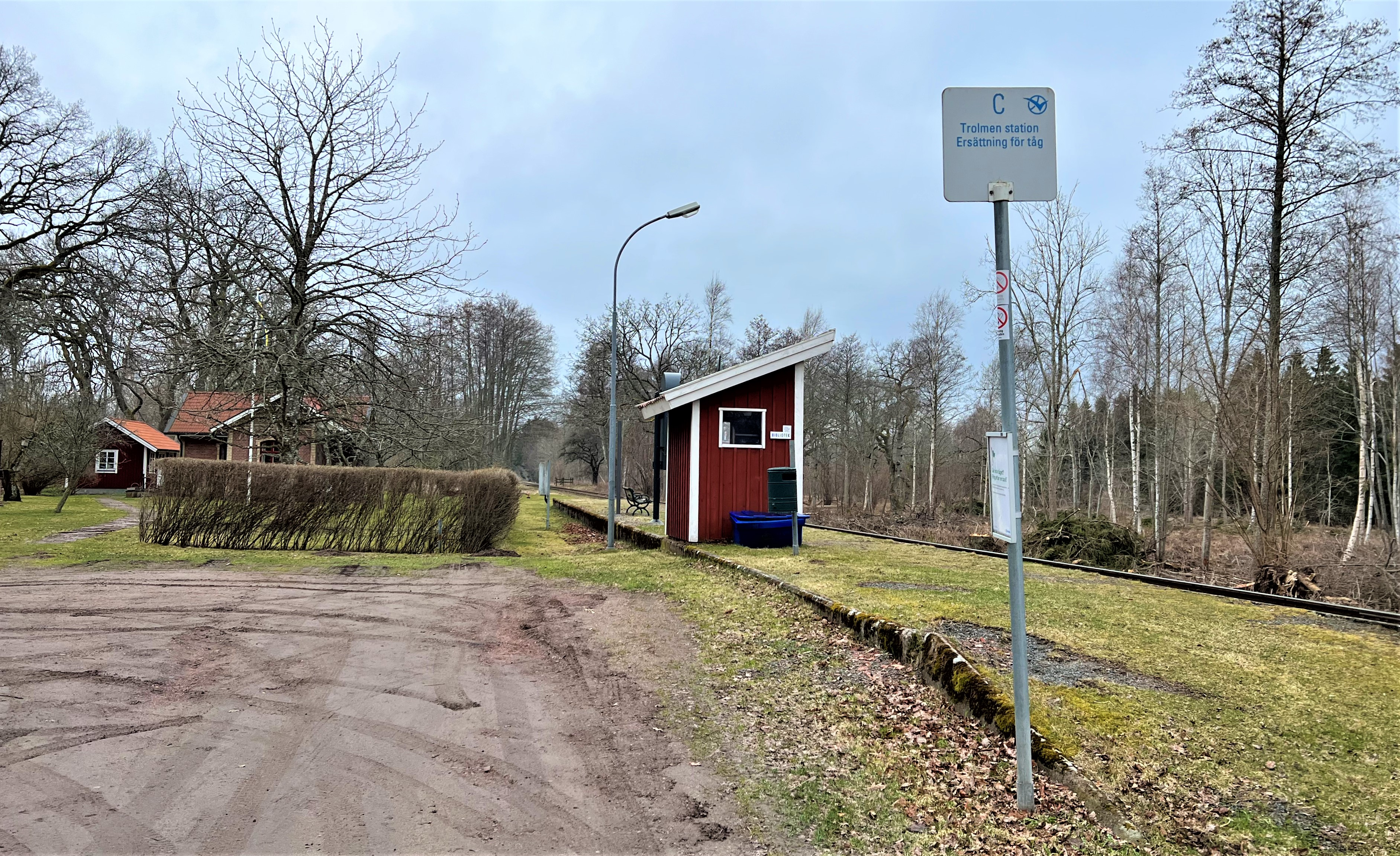
Trolmen station
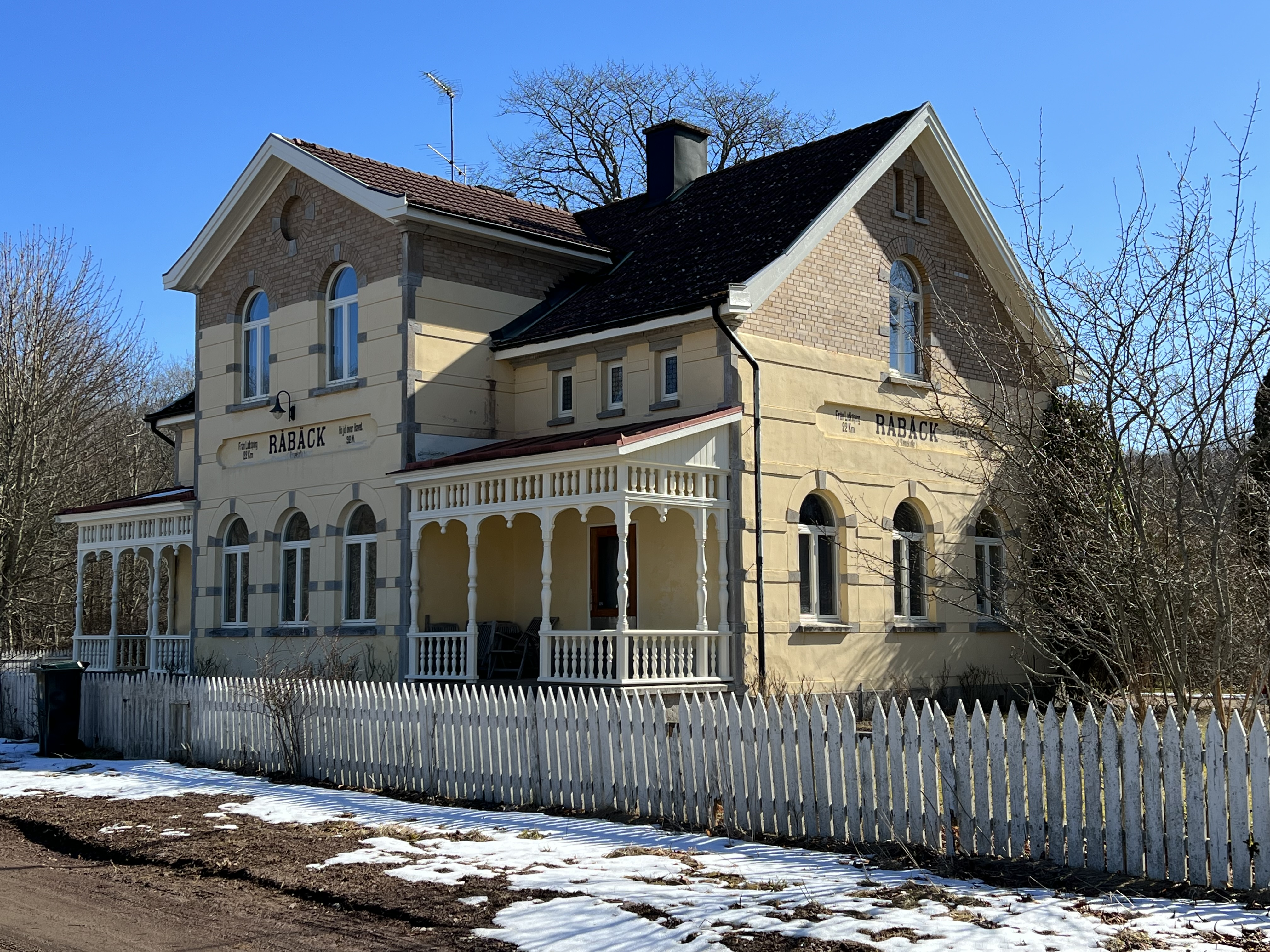
Råbäcks station
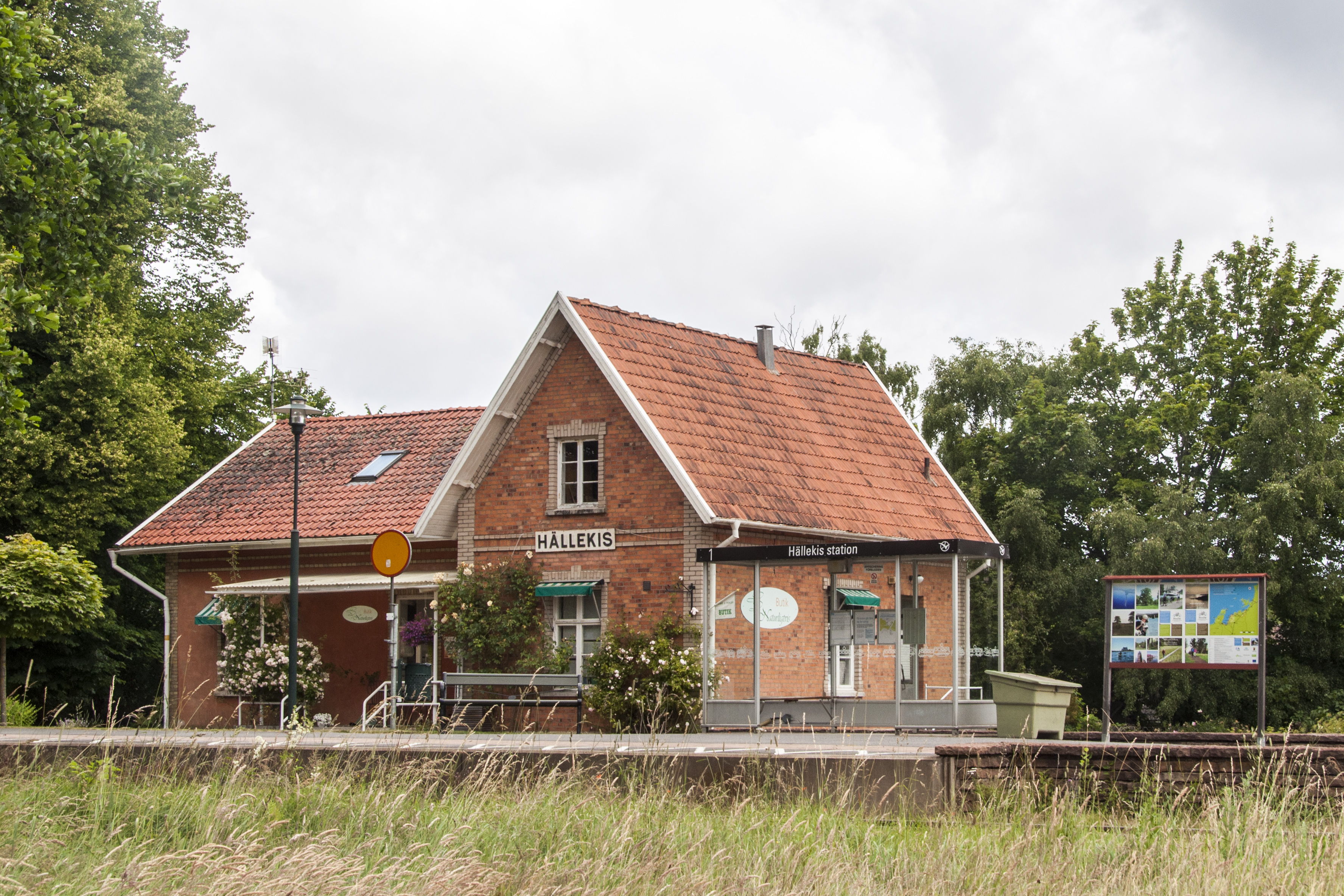
Hällekis station
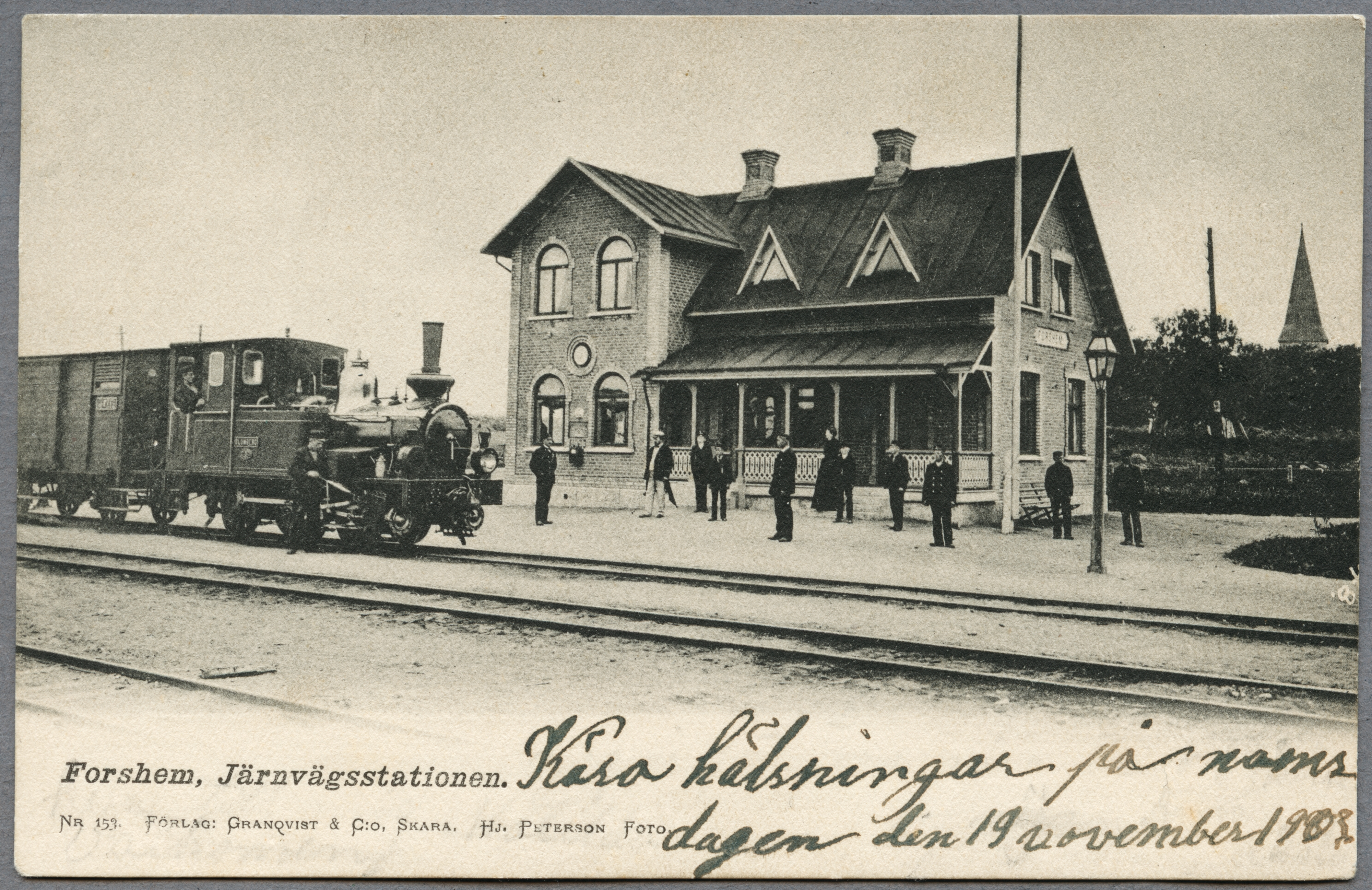
Forshems station
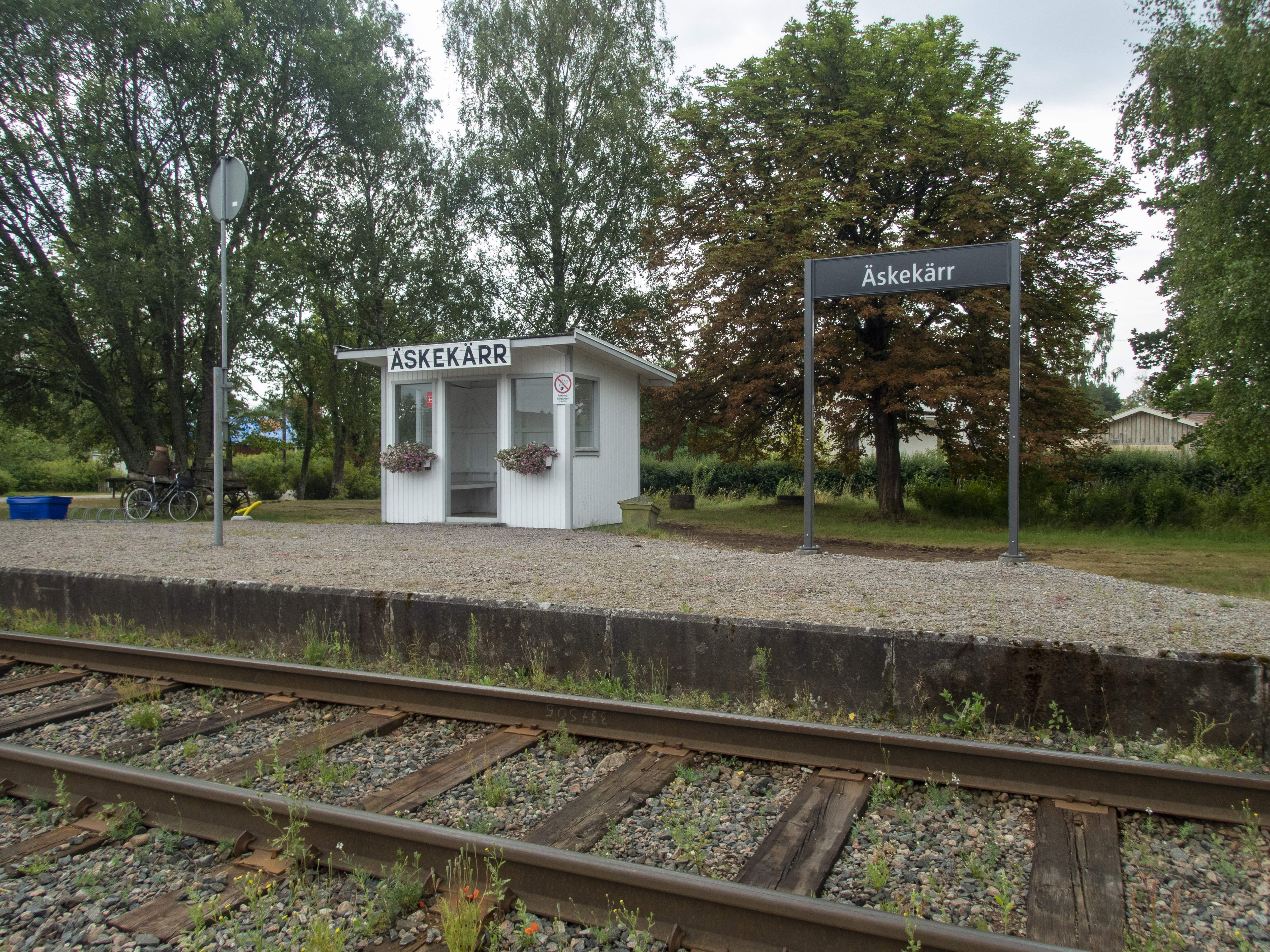
Äskekärrs hållplats
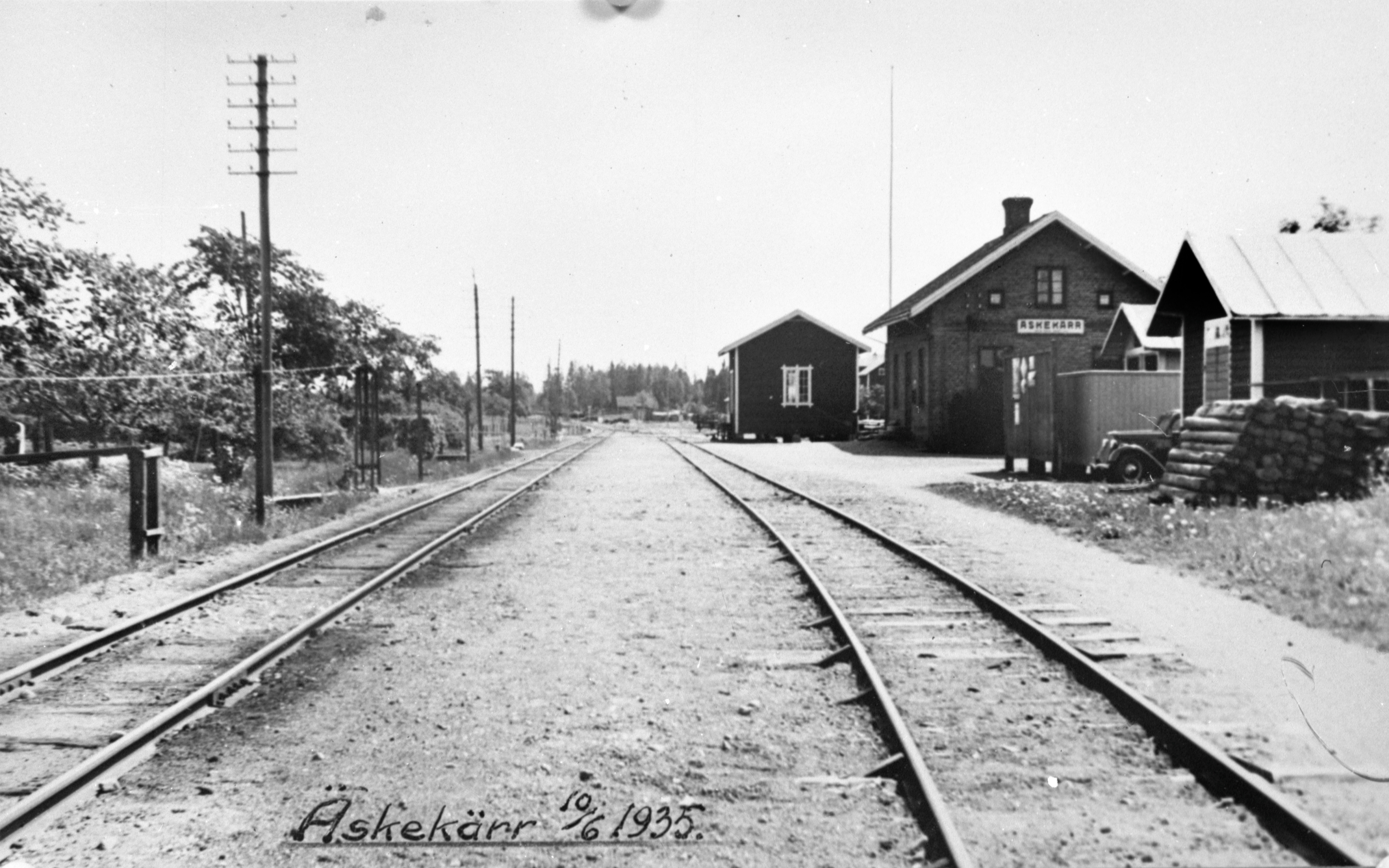
Äskekärrs station. 1935
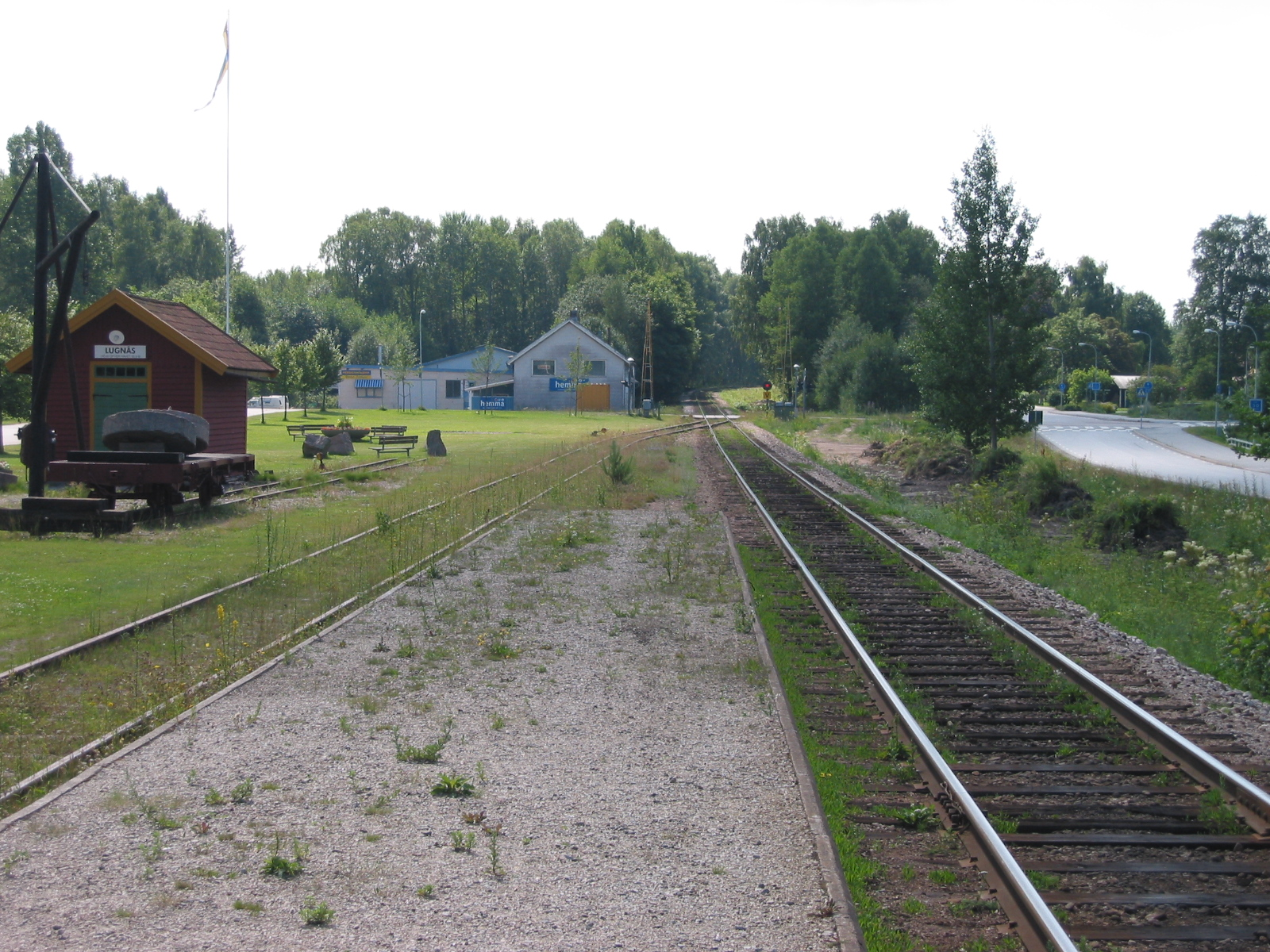
Lugnås station
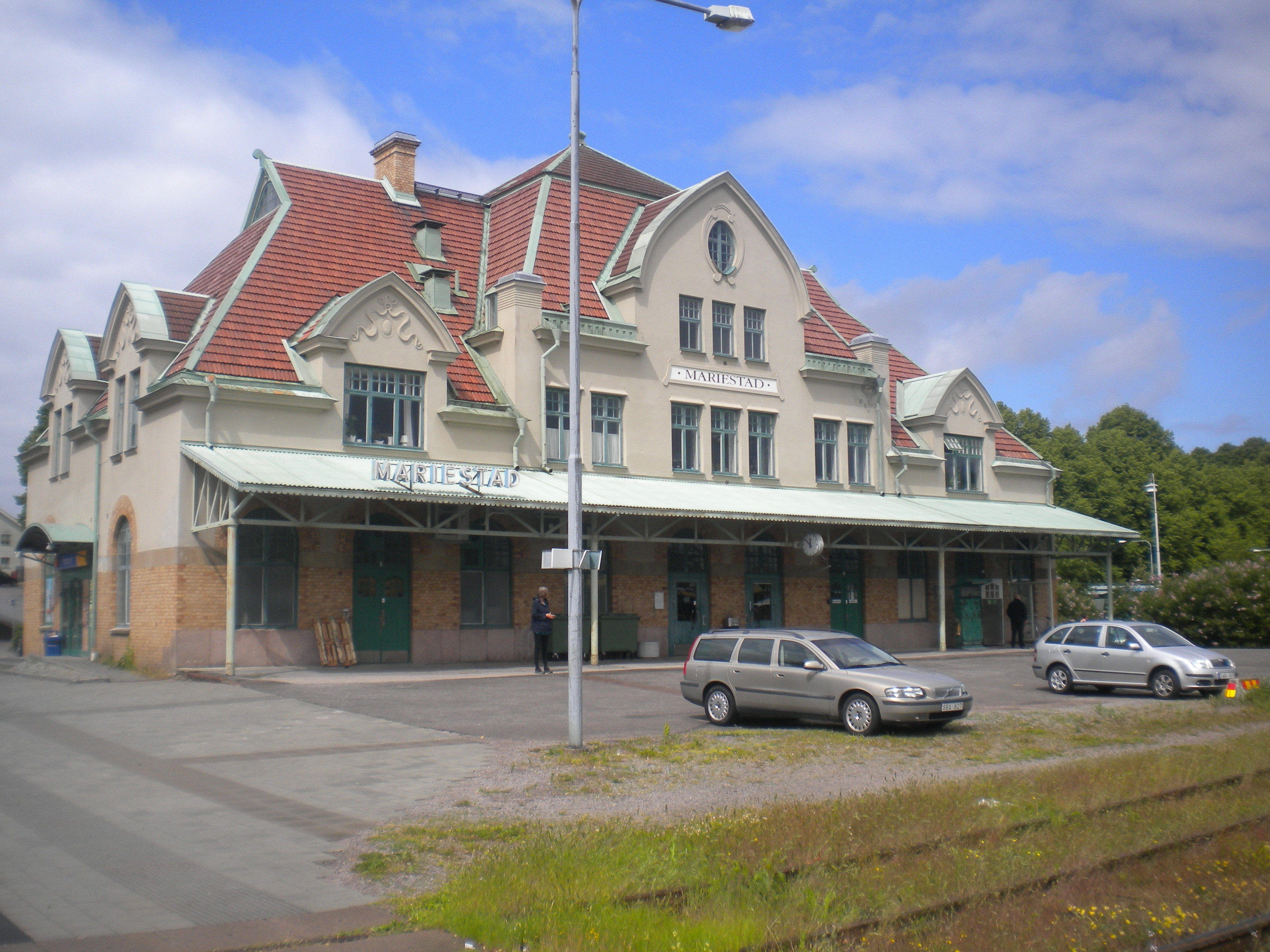
Mariestads station
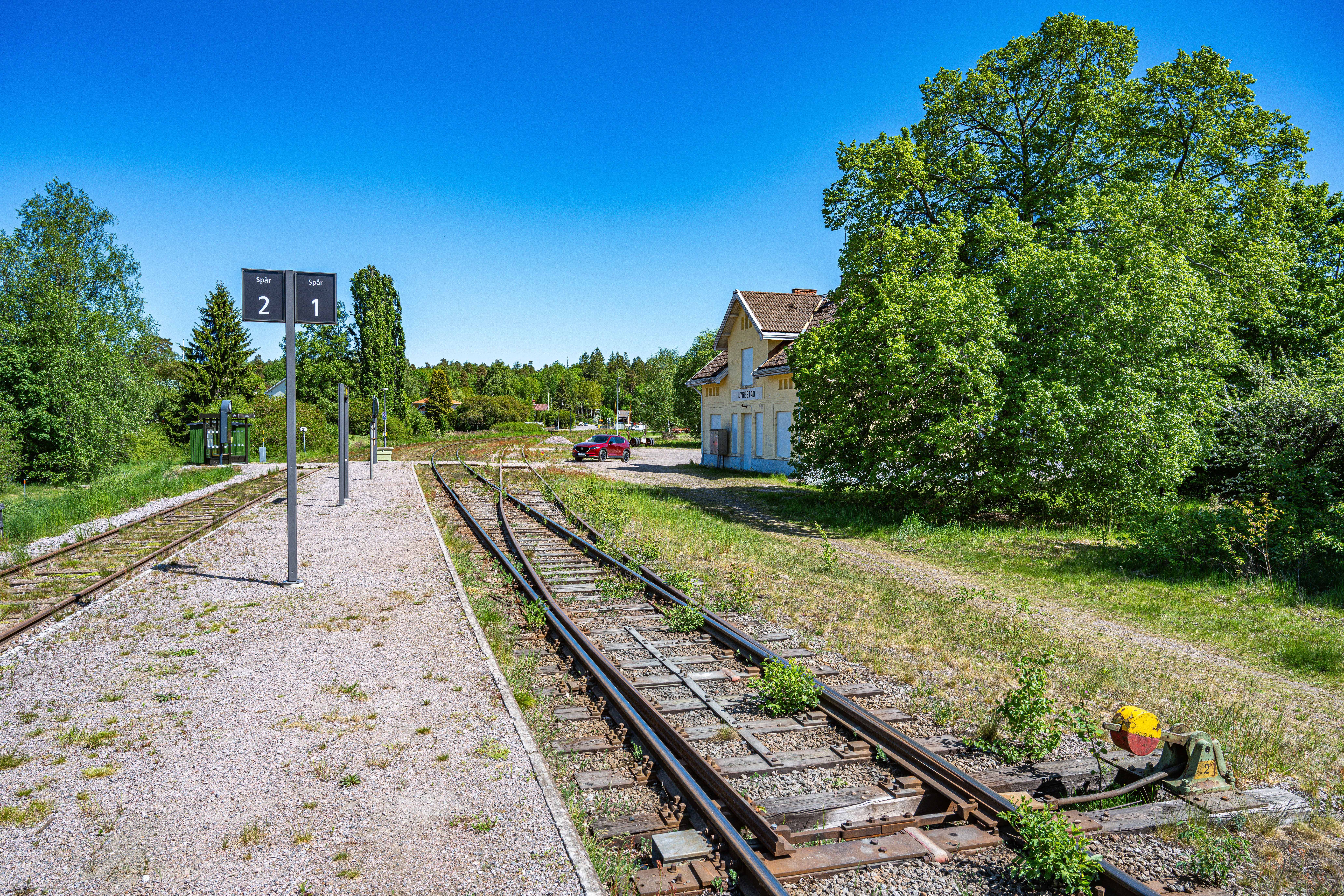
Lyrestads station
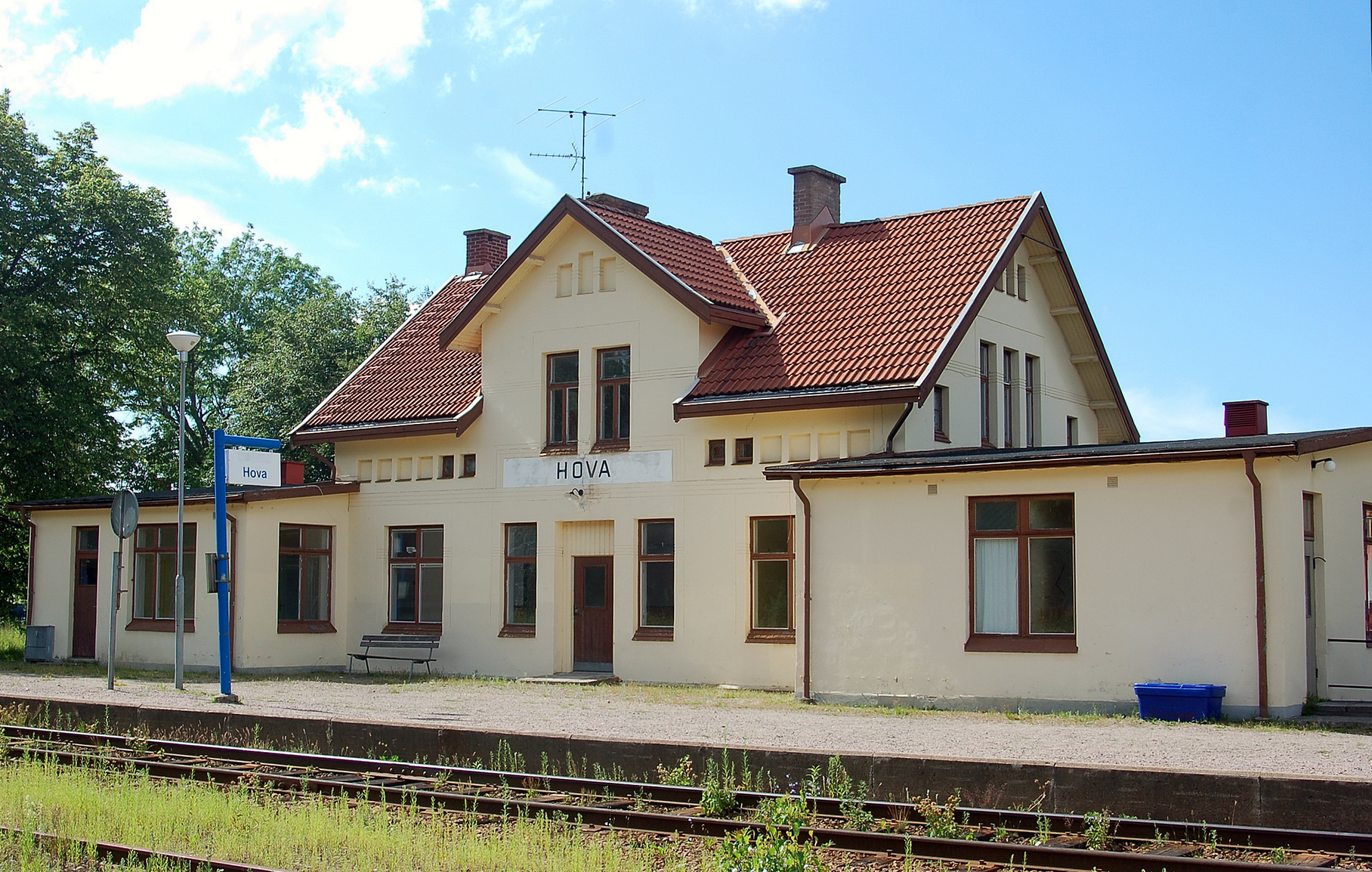
Hova järnvägsstation
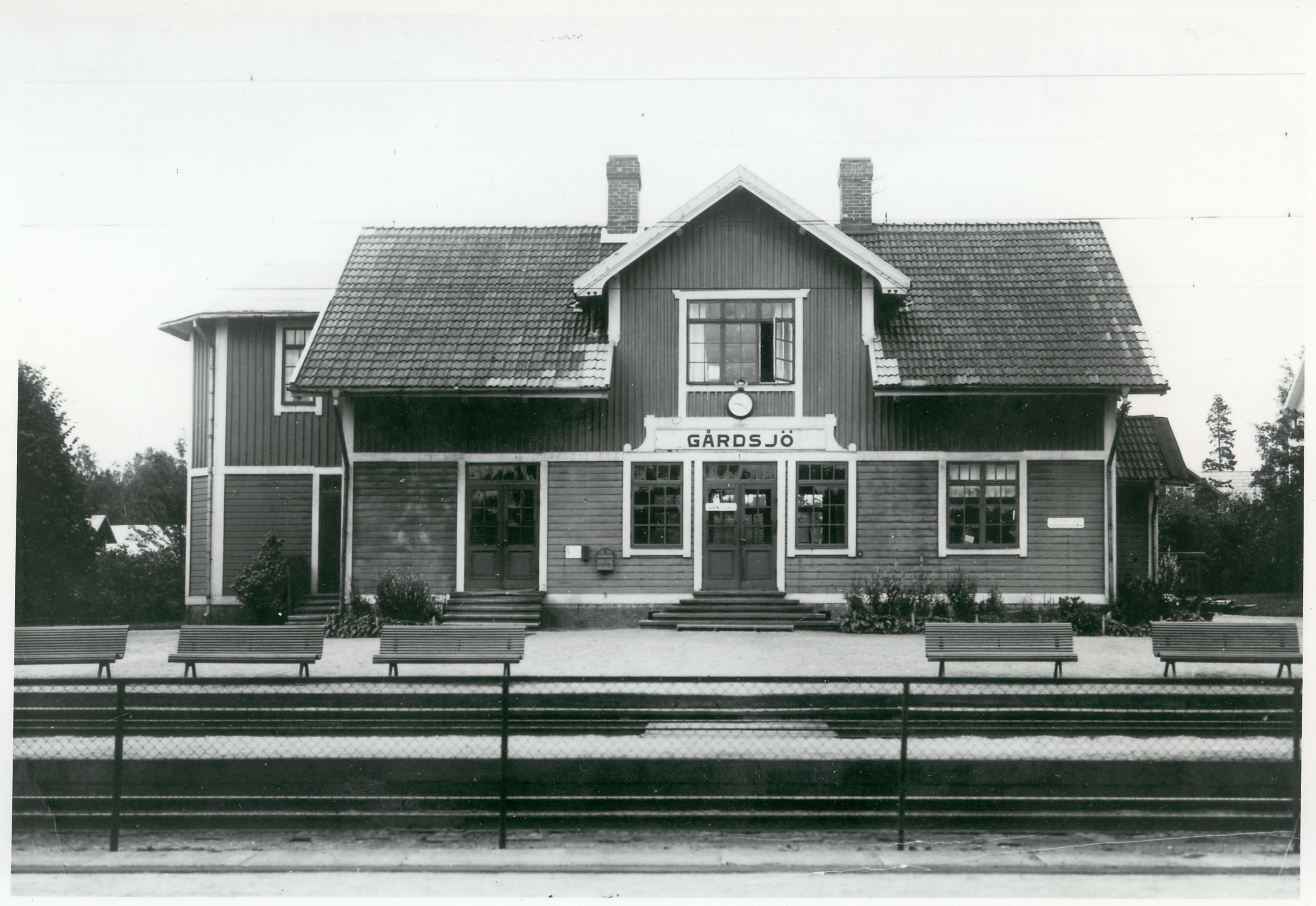
Gårdsjö station, 1930-talet